# Douglas, Africa de Sud
Douglas este un oraș agricol și zootehnic situat în partea centrală a statului Africa de Sud, în provincia Northern Cape, pe râul Vaal.

## Localizare
Douglas se află la aproximativ 100 km sud-vest de Kimberley, capitala Capului de Nord. Aceste două sunt conectate prin drumul R357.

## Istorie
Orașul a apărut inițial ca o stație de misiune în ferma Backhouse (1848). În 1867, un grup de europeni de la Griquatown au semnat un acord prin care le conferă dreptul de a înființa un oraș. Orașul a fost numit după generalul Sir Percy Douglas, guvernatorul locotenent al coloniei Cape.